# پارانال ۶۸۳۶
سیارک ۶۸۳۶ (به انگلیسی: 6836 Paranal، نامگذاری:1994PW5) شش هزار و هشتصد و سی و ششمین سیارک کشف شده‌است که در ۱۰ اوت ۱۹۹۴ کشف شد.
قدر مطلق سیارک برابر ۱۲٫۷۰ است.